# Бібліотекар: Прокляття Юдиного потиру
«Бібліотекар: Прокляття Юдиного потиру» (англ. The Librarian: Curse of the Judas Chalice) — американський  пригодницький фільм, третій з циклу фільмів «Бібліотекар». Ноа Вайлі грає бібліотекаря, що охороняє таємну колекцію артефактів. Фільм є продовженням фільмів «Бібліотекар: У пошуках списа долі» (2004) та «Бібліотекар: Повернення в копальні царя Соломона» (2006).

## Сюжет
Флінн Карсон відвідує аукціон в Англії, аби придбати безцінну вазу династії Мін від імені Бібліотеки. Під час аукціону він сперечається з подругою Кейт, зустріч з якою пропустив, і ненароком купляє вазу за приголомшливу суму в мільйон фунтів стерлінгів. Виписавши чек за вазу, Флінн тут же її розбиває, дістаючи з уламків філософський камінь, здатний обернути будь-який предмет на золото. Конкурент Флінна разом зі своїм охоронцем нападають на нього, намагаючись отримати камінь. Здолавши супротивника, Флінн вирушає в готель до Кейт, де дізнається, що вона вже поїхала в аеропорт, вирішивши обірвати стосунки.
Тим часом у Карпатах група колишніх агентів КДБ на чолі з Сергієм Кубічеком, планують воскресити вампіра Влада Дракулу, аби створити армію невразливих посталих з мертвих солдатів і відродити Радянський союз. Викравши його труп зі склепу в замку, їм залишається лише знайти та отримати чашу під назвою Юдин потир, який дозволить їм воскресити Дракулу та керувати ним. Вони прямують у Будапешт і викрадають професора Лазло — геніального історика, схибнутого на вампірському фольклорі, який провів довгі роки в пошуках потира. За допомогою древніх французьких сувоїв професор Лазло дізнається про вказівку на місцезнаходження потиру в Новому Орлеані.
Повернувшись у Нью-Йорк, Флінн обурений тим, що робота на Бібліотеку стає на заваді його звичайному життю. З одного боку, йому подобається працювати на Бібліотеку, а з іншого — він починає асоціювати кожен знайдений історичний скарб із особистою жертвою часом чи стосунками. Вважаючи, що його особисте життя та психіка сильно постраждали, працівники Бібліотеки — Джадсон і Шарлін — пропонують Фліннові взяти безтермінову відпустку, поки він не буде готовий повернутися на роботу.
Шарлін переконує Флінна поїхати в подорож для відпочинку. Змучений загадковими снами, Флінн вирішує поїхати до Нового Орлеану й відвідує в нічний клуб, розташований в колишній церкві. Там він зустрічає прекрасну співачку Сімону Ренуа, яка зізнається, що саме вона кликала його у його снах, знаючи, що він є Бібліотекарем. Сімона також розкриває, що вона є берегинею печатки, що веде до Юдиного потиру. Флінн і Сімона зазнають нападу людей Кубічека. Бібліотекар, скориставшись акустичними властивостями церкви, приголомшує нападників звуком і разом з Сімоною тікає. Вони гуляють містом, і між ними зав'язуються романтичні стосунки.
Наступного ранку Флінн заходить в місцеву перукарню, щоб поголитися, і зустрічає там Джадсона, котрий розповідає йому про змову навколо потира. Виявляється, Юдин потир є блюзнірською вампірською версією Святого Грааля, відлитою з 30 срібників, які заплатили Юді за зраду Христа. Його було покарано тим, що Юда не знатиме спокою після смерті, тож зрадник став першим вампіром, а потир набув властивості повертати мерців до життя. Джадсон дає пораду: вампіри мають відразу до срібла, і їх можна вбити лише з допомогою осикового кілка в серце, оскільки Юда повісився на осиці.
Розшифрувавши вказівку з печатки, Флінн вирушає до склепу Марії Лаво — «королеви вуду» Нового Орлеана, де виявляє другу печатку. Однак, там його схоплюють люди Кубічека. Той допитує Бібліотекаря, намагаючись дізнатися де сховано чашу, та Флінн відмовляється видати таємницю. Тоді Кубічек отруює Флінна галюциногеном, аби потім скинути в річку, але той звільняється і тікає. Він знаходить професора Лазло, що розшифрував останню підказку. Флінн зауважує, що печатка насправді є лінзою, проходячи крізь яку, світло показує карту. Галюциноген починає діяти, Лазло переконує Бібліотекаря тікати самому, адже професор інвалід.
Флінн тікає від переслідувачів вулицями Нового Орлеана та непритомніє, та його рятує Сімона, демонструючи незвичайну силу телепортуватися. Затуливши собою Флінна, Сімона опиняється під пострілом, та невдовзі одужує. Отямившись, Флінн дізнається, що Сімона є вампіркою, котра живе вже понад 400 років. Душа Сімони не може упокоїтися, доки вона не знищить вампіра, що вкусив її, перетворивши на вампірку. За довге життя вона дізналася про Біблітекарів, що захищають світ від зла, та добровільно стала захисницею Юдиного потира. Вампірка показує картину, де зображено першого Бібліотекаря.
Наступного дня Флінн і Сімона вирушають на катері до старого піратського корабля, що колись належав Жану Лафіту, де й сховано потир. На них знову нападають люди Кубічека разом із Лазло. Забравши потир, Кубічек іде, лишаючи спраглу до крові Сімону замкненою із Флінном. Сімона ослаблена, та Бібліотекар знаходить вихід, пробивши двері пострілом з гармати. Сімона забирає човна і покидає Флінна, щоб самій знайти Кубічека. Фліннові все ж вдається дістатися до суші.
Флінн і Сімона одночасно дістаються сховку Кубічека та знову потрапляють у полон. Кубічек проводить церемонію відродження Дракули, але потир не діє. Тим часом Лазло хапає потир і випиває з нього, зцілюючись. Лазло розкриває, що він і є Дракула, котрий маніпулював Кубічеком аби знайти Юдин потир і повернути сили. Сімона впізнає в ньому того самого вампіра, що вкусив її. Дракула перетворює на вампірів вампірів людей Кубічека і зрештою його самого
Вцілілі поплічники Кубічека, Флінн і Сімона починають боротися з вампірами. Флінн випадково знаходить осику, що росте поряд, і хитрощами змушує самовпевненого вампіра наштовхнутися на обламану гілку цього дерева. Після смерті Дракули Сімона нарешті готова померти і просить Флінна допомогти їй подивитися на останній світанок. Від світла вона розсипається на пил.
Флінн повертається на роботу й дарує Шарлін першу печатку. Він приймає близько до серця її слова про те, що в житті потрібно мати вище призначення. Він підозрює, що Джадсон і є першим Бібліотекарем, якому 2000 років. Той називає таке припущення образливим, проте подібність цієї сцени з картиною натякає, що Флінн правий.

## В ролях
| Актор               | Роль                              |
| ------------------- | --------------------------------- |
| Ноа Вайлі           | Флінн Карсон                      |
| Боб Ньюхарт         | Джадсон                           |
| Джейн Куртін        | Шарлін                            |
| Стана Катіч         | Сімона Ренуа                      |
| Брюс Девісон        | Влад III Дракула (професор Лазло) |
| Дікран Тулейн       | Сергій Кубічек                    |
| Джейсон Дуглас      | Іван                              |
| Стівен Девід Калхун | Микола                            |